# Микозе биљака
Микозе су биљне болести које узрокују фитопатогене гљиве. Гљиве немају хлорофил и хетеротрофне су према начину на који користе угљеник. Поред сапрофитних гљива (сапробионти) које се хране разлагањем органске материје и гљива које живе у симбиози (симбионти) постоје и гљиве које се хране тако што се развијају на другим живим организмима и користе из за храну - паразитне гљиве. Као паразити гљиве су много више прилагођене биљкама него човеку и животињама, тако да изазивају највећи број биљних болести. (приближно 75% од укупног броја биљних болести изазивају гљиве). Разлог за ово јесте у томе што преферирају благо киселу средину какву има ћелијски сок биљака (ацидофилне су), а разлажу и целулозу која је основни састојак ћелијског зида биљних ћелија.

## Симптоми болести
Најјаснији докази да је биљка оболела су промене које на њој настају - симптоми болести. Симптоми су по правилу специфични за поједине болести и често омогућавају постављање правилне дијагнозе. Зависе од природе патогене гљиве, реакције нападнуте биљке и околне средине. Груписани су у неколико категорија:
| Промене у боји - уочавају се на зељастим деловима биљке. Услед потпуног или делимичног губитка хлорофила јављају се симптоми хлорозе или мозаика. Хлороза се манифестује губитком хлорофила услед чега је биљка бледозелене боје. Код мозаика хлорофил се налази у појединим деловима зељастог дела биљке.     |
| Промене у морфологији - карактеришу се променом облика целе биљке или њених делова. (краставост плодова, задебљање неких грана, коврџавост листа итд.) |
| Хипертрофија - извесне гљиве изазивају повећање обима ћелија или утичу на њихово ненормално умножавање, па се јављају задебљања (тумори) на појединим деловима биљке. |
| Увелост - услед развијања патогених гљива у кореновом систему или стаблу може доћи до одумирања делова или целе биљке. |
| Некроза - манифестује се изумирањем ћелија на листу услед чега долази до пегавости. Појава мумифицираних плодова последица је одумирања ћелија плода као и процеса труљења плодова. Некроза је повезана са елиминацијом оболелих делова тако да после пегавости листа долази до одбацивања некротираног ткива. |
| Истицање слузи и смоле - последица је распадања унутрашњих ткива под дејством патогене гљиве. |
| Присуство патогеног организма на повершини биљке - поједине гљиве могу се голим оком уочити на оболелој биљци. |

## Однос паразита и домаћина

### Како паразит доспева на биљку
Паразит може доспети на биљку за време садње, клијања или касније у току вегетативног периода. Ако је садни материјал заражен или се гљива налази у земљишту до успостављања контакта између паразита и биљке хранитељке ће доћи у почетној фази развоја. У другом случају паразитна гљива преко својих репродуктивних органа (спора) путем вектора (ветар, кишне капи, инсекти) долази у контакт са биљком. Ветар може да разноси споре гљива на удаљеност и до стотинак километара, услед чега се болести брзо шире. Поједине патогене гљиве једино уз присуство кишних капи могу да се понашају агресивно према биљци. Инсекти у већини случајева случајно преносе споре гљива али постоји пример за гљиву (Ceratostomella ulmi) која изазива сушење бреста и коју преноси искључиво инсект поткорњак (Scolytus sp.).

### Пенетрација
Гљиве које изазивају болести корена у њега продиру преко рана, коренових длачица и лентицела. У зељасте делове биљке продиру преко:
1. Стоминих отвора
2. Жига тучка
3. Преко кутикуле листа

Поједине гљиве клијајући врше механички притисак којим пробијају кутикулу листа и продиру у биљку. Постоје случајеви када клијајући гљива лучи специфичне ферменте на површину листа који разлажу кутикулу.

### Остваривање инфекције
Пенетрација гљиве у биљку само је један од услова за остваривање инфекције. До инфекције ће доћи ако гљива испољи довољну агресивност према биљци, а биљка поседује природне предиспозиције према истој. Када мицелијум продре у ткиво он кроз међућелијски простор шири себи пут, разлаже ћелијску мембрану и храни се преко хаусторија које црпе ћелијски сок. Болест је ретко систематична тј. да је цела биљка прожета патогеном гљивом. Након продирања гљиве и остварене инфекције не јављају се одмах промене на биљци.

### Инкубација
Време од тренутка остварене инфекције до појаве првих симптома обољења назива се периодом инкубације, а дужина инкубације је специфична за сваки микроорганизам и зависи од спољашњих утицаја, нарочито температуре. Узрочник пламењаче винове лозе има период икубације 4-7 дана док узрочник гари пшенице има време инкубације 8-9 месеци.

### Ширење инфекције
Завршна фаза у развоју болести је појава репродуктивних органа гљиве. У већини случајева фитопатогене гљиве производе велики број спора које се векторима шире и омогућавају нове заразе.

## Утицај еколошких фактора на развој болести
Неретко се сматра да је за неке болести искључиви кривац узајамно дејство топлоте и влаге, док се стварни узрочник занемарује. Поједине болести се појављују сваке године и нису увек истог интензитета и не захватају иста подручја што је у вези са климатским и едафским факторима. Од климатских фактора истичу се: топлота, влага, ветар и светлост. Најбитнији едафски фактори су: структура земљишта, pH вредност земљишта и његова плодност тј. хемијски састав.

## Значајне микозе биљака

### Пламењача кромпира
Ову болест изазива гљива Phytophthora infestans. Први пут је запажена 1830. године у Немачкој. Сматра се да је постојбина овог паразита Јужна Америка одакле кромпир води порекло и да је са садним материјалом пренета прво у Немачку, а потом у Британију. До краја 19. векa проширила се по целој Европи.
Симптоми болести се појављују почетком лета на лишћу, али могу оболети и стабло као и кртола. На лишћу се најпре уочавају пеге жућкасте боје. У оквиру пега лист се суши, болест напредује и за кратко време долази до сушења целе биљке. У случају да су услови повољни, она захвата цела поља за свега пар дана и она изгледају као спаљена од чега и потиче народни назив пламењача.
За развиће паразита потребна је влажност ваздуха изнад 91%, а оптимална температура је 18-22 °C. При тим условима се интензивно развијају конидиофоре са конидијама које даље врше ширење болести. У случају топлих лета када су температуре изнад 30 °C и кад је влажност ваздуха испод 91% мицелијум се споро развија, а конидије (пикноспоре) и конидиофоре се не развијају што стопира ширење болести.
Сузбијање ове болести се обавља препаратима на бази бакра (јон бакра инхибира развој паразита) као и савременим органским фунгицидима.

### Пепелница винове лозе
Изазива је гљива Uncinula necator која је полициклични паразит - има више секундарних циклуса у току вегетације. Након што се у повољним условима клеистотеције (плодоносна тела) формирају, у пролеће пуцају пошто се навлаже кишом и из њих се избацују аскоспоре које клијају, инфицирају зелено ткиво и дају колоније са конидијама које служе са секундарно ширење заразе. Температура је главни фактор који ограничава развој гљиве. Оптимална температура за инфекцију и развој болести је 20-27 °C док се пораст гљиве обавља у интервалу 6-32 °C. Колонија изумире ако је изложена температурама преко 36 °C. Слабија дифузна светлост повољно утиче на развој гљиве док директна светлост спречава клијање. Директна киша неповољно утиче јер спира конидије и разара колоније гљиве на зараженим органима лозе. Сузбијање пепелнице се врши искључиво фунгицидима. Сумпор је био први фунгицид за сузбијање због ниске цене и велике ефикасности. Оптималне температуре за деловање сумпора крећу се од 25 до 30 °C. Осим сумпорних једињења могу се користити и други препарати на бази активне материје: триадимефон, беномил, пиразофос, трифорин, фенирамин, флусилазол, пропиконазол, хексаконазол и други. Постоје и покушаји биолошког сузбијања паразита коришћењем суперпаразита Ampelomyces quisqualis. Разне сорте лозе различито се понашају у погледу осетљивости према паразиту. Почетак прскања лозе против паразита није поуздано одређен већ зависи од интензитета заражености винограда у претходној години.

### Гукаста гар кукуруза
Гљива која проузрокује ову болест Ustilago maydis пореклом је из Северне Америке. Данас је присутна у свим деловима света изузев Аустралије. Симптоми болести су најуочљивији на женској (клип) и мушкој (метлица) цвасти. Цвасти у целини или поједине делове захвата хипертрофија, изобличују се, ненормално задебљавају стварајући гуке. Задебљања или гуке пуцају и из пукотина излази црна прашњава маса која представља споре. Клијање спора се остварује у капи воде при температурама од око 30 °C. Због овога се болест јавља у топлијим регионима и тек крајем пролећа.